# 八堵交流道
八堵交流道為臺灣中山高速公路的交流道。位於臺灣基隆市七堵區及暖暖區的交界處，指標為2.6k，僅設南下入口北上出口。先與台62線暖暖交流道部分交匯，再與基隆市水源路源遠路交匯，可經由台62線往西可與國道三號連接。因與台62線暖暖交流道部分交匯，常被稱為「暖暖交流道」；而「八堵交流道」此一名稱，反而常被做為中山高速公路基隆交流道的通稱。
|              | 2 八堵 |      | 暖暖 |
|              | 2 八堵 | 瑞芳 |      |
| 東北角風景區 | 2 八堵 |      |      |

## 附近道路
- 台62線（東西向快速公路——萬里瑞濱線）：暖暖交流道（9.4k）
- 台2丙線：基福公路（東勢街）
- 台2丁線：瑞八公路（源遠路）
- 台5線：北基公路（八堵路）

## 外部連結
- 國道一號八堵交流道示意圖 （页面存档备份，存于）（交通部高速公路局）